# Washington Bullets 1980-1981
La stagione 1980-81 dei Washington Bullets fu la 20ª nella NBA per la franchigia.
I Washington Bullets arrivarono quarti nella Atlantic Division della Eastern Conference con un record di 39-43, non qualificandosi per i play-off.

## Roster
| N° | Naz.                   | Ruolo | Sportivo        | Anno | Alt. | Peso |
| -- | ---------------------- | ----- | --------------- | ---- | ---- | ---- |
| 1  | Stati Uniti (bandiera) | G     | Kevin Porter    | 1950 | 183  | 77   |
| 4  | Stati Uniti (bandiera) | C     | Lewis Brown     | 1955 | 211  | 102  |
| 10 | Stati Uniti (bandiera) | GA    | Bob Dandridge   | 1947 | 198  | 88   |
| 11 | Stati Uniti (bandiera) | AC    | Elvin Hayes     | 1945 | 206  | 107  |
| 12 | Stati Uniti (bandiera) | GA    | Carlos Terry    | 1956 | 196  | 95   |
| 14 | Stati Uniti (bandiera) | G     | Wes Matthews    | 1959 | 185  | 77   |
| 20 | Stati Uniti (bandiera) | GA    | Anthony Roberts | 1955 | 196  | 84   |
| 22 | Stati Uniti (bandiera) | GA    | Don Collins     | 1958 | 198  | 86   |
| 22 | Stati Uniti (bandiera) | G     | Keith McCord    | 1957 | 201  | 95   |
| 23 | Stati Uniti (bandiera) | G     | John Williamson | 1951 | 188  | 84   |
| 25 | Stati Uniti (bandiera) | AC    | Mitch Kupchak   | 1954 | 206  | 104  |
| 33 | Stati Uniti (bandiera) | G     | Dave Britton    | 1958 | 193  | 82   |
| 33 | Stati Uniti (bandiera) | G     | Andre McCarter  | 1953 | 191  | 86   |
| 34 | Stati Uniti (bandiera) | G     | Austin Carr     | 1948 | 193  | 91   |
| 35 | Stati Uniti (bandiera) | GA    | Kevin Grevey    | 1953 | 196  | 95   |
| 41 | Stati Uniti (bandiera) | AC    | Wes Unseld      | 1946 | 201  | 111  |
| 42 | Stati Uniti (bandiera) | A     | Greg Ballard    | 1955 | 201  | 98   |
| 44 | Stati Uniti (bandiera) | AC    | Rick Mahorn     | 1958 | 208  | 109  |

## Staff tecnico
- Allenatore: Gene Shue
- Vice-allenatore: Bernie Bickerstaff